# Кирчумерешть
Кирчумерешть, Кирчумерешті (рум. Cârciumărești) — село у повіті Арджеш в Румунії. Входить до складу комуни Леордень.
Село розташоване на відстані 87 км на північний захід від Бухареста, 20 км на схід від Пітешть, 115 км на північний схід від Крайови, 103 км на південь від Брашова.

## Населення
За даними перепису населення 2002 року у селі проживали 300 осіб, усі — румуни. Усі жителі села рідною мовою назвали румунську.